# (11471) Toshihirabayashi
(11471) Toshihirabayashi est un astéroïde de la ceinture principale.

## Description
(11471) Toshihirabayashi est un astéroïde de la ceinture principale. Il fut découvert le 6 mars 1981 à l'observatoire de Siding Spring par Schelte J. Bus. Il présente une orbite caractérisée par un demi-grand axe de 2,57 UA, une excentricité de 0,14 et une inclinaison de 6,3° par rapport à l'écliptique.